# Wehebach (Naturschutzgebiet)
Koordinaten: 50° 47′ 27″ N, 6° 20′ 23″ O
Das Naturschutzgebiet Wehebach liegt auf dem Gebiet der Gemeinde Langerwehe im Kreis Düren in Nordrhein-Westfalen. Das Gebiet erstreckt sich südwestlich des Kernortes Langerwehe und nordöstlich von Gressenich, einem Ortsteil der Stadt Stolberg (Rheinland), entlang des Wehebachs. Am östlichen Rand des Gebietes verläuft die Landesstraße L 12.

## Bedeutung
Das etwa 63,7 ha große Gebiet wurde im Jahr 2014 unter der Schlüsselnummer DN-076 unter Naturschutz gestellt.